# Lubrifin
Lubrifin Brașov este o companie producătoare de lubrifianți din România.
Compania petrolieră franceză Total s-a asociat în anul 2005 cu Lubrifin Brașov pentru înființarea Total Lubrifin, din care francezii dețin un pachet de 51%.
Total Lubrifin a obținut în 2005 o cifră de afaceri de 5,8 milioane de euro.